# 唐家房街道
唐家房街道，是中华人民共和国辽宁省大連市普兰店区下辖的一个乡镇级行政单位。

## 行政区划
唐家房街道下辖以下地区：
双岭社区、双泉寺社区、唐家房社区、许家社区、塔寺社区、兴隆社区、巴家村、姜隈村、李沟村和老虎峪村。